# 보람
보람(본명: 전보람, 한자: 全寶藍, 1986년 3월 22일~)은 대한민국의 전 가수, 배우이다.

## 학력
- 안양예술고등학교 (졸업)
- 명지전문대학 연극영상과 (졸업)

## 활동
- 2008년 4월, 'Lucifer Project Vol 1. 愛'을 내고 가수로 데뷔했다. 같은 해 11월에는 첫 번째 싱글인 'From Memory'를 냈다. 특히 타이틀 곡 '그 후론'은 아버지 전영록이 쓴 곡으로, 보람이 리메이크해서 불러 화제가 되었다.
- 2009년 6월, 티아라에서 지원과 지애가 탈퇴한 후, 보람은 큐리와 소연과 함께 티아라에 합류하였다. 타이틀 곡 거짓말로 티아라 멤버로서 데뷔했다. 그리고 지연과 함께 납량특집 드라마 혼에 캐스팅되어서 연기 활동을 하였다.
- 2010년 새 멤버 화영의 영입으로 기존 리더였던 은정에서 보람으로 교체되었다.
- 2017년 5월, 계약만료와 동시에 소연과 함께 탈퇴했다.

## 음반 활동

### 참여 음반
- 《Lucifer Project Vol 1. 愛》 (2008년)
- 《From Memory》 (2008년)

## 출연 작품

### 드라마
- MBC 《사랑과 야망》 (1987년) ... 딸 전보람 역
- MBC 《혼》 (2009년) ... 신소이 역
- KBS 2TV 《공부의 신》 (2010년) ... 불량학생 역
- KBS 2TV 《드라마스페셜 - 보라색 하이힐을 신고 저승사자가 온다》 (2010년) ... 우아미 역(주연)[2]
- 네이버 TV캐스트 《달콤한 유혹 - 사랑의 레시피》 (2015년) ... 보람 역(주연)

### 영화
- 《고사2》 (2010년) ... 지애 역
- 《피아노 치는 대통령》 (2002년) ... 꽃씨 아이 역

### 예능
- 2008년 MBC 드라마넷 《MT왕》
- 2019년 MBN 《모던 패밀리》 - 30회
- 2020년 SBS Plus 《밥은 먹고 다니냐?》

### 뮤직비디오
- 키비 - 필링 유(Feeling You)
- 2PM - Tik Tok ... 닉쿤의 광팬 역

### 뮤지컬
- 《진짜 진짜 좋아해》(2010년) ... 오정화 역
- 《로스트 가든》(2014년) ... 머시 역

### 잡지 모델
- 패션잡지 유행통신 모델[3]

### 광고
- 카스
- 루나화장품
- 공익광고
- 겟앰프드
- 서든어택
- 크라운제과 크라운산도 (부친 전영록과 함께 출연)
- 오란씨 (부친 전영록과 동생 람과 함께 출연)
- 테딘워터파크

## 기타

### 개인사
- 1986년 아버지 전영록과 어머니 이미영 사이에서 태어났고, 여동생 전우람이 있다. 1997년 가수 전영록과 배우 이미영은 이혼했다.
- 외삼촌 이창훈은 코미디언이다.[4]
- 친할아버지 황해는 배우이고 친할머니 백설희는 가수이다.[5][6]
- 여동생 전우람은 2012년 3인조 힙합 걸 그룹 디유닛으로 데뷔하였다.

### 이름
2011년 3월 3일 전영록은 문화방송 《추억이 빛나는 밤에》에 출연하여 "딸(전보람)의 이름은 람보를 거꾸로 하여 지은 이름"이라고 밝혔다. 전보람의 별칭은 "람뽀"이다.